# Супхун (водосховище)
Супху́н, Супхунхо (англ. Supung Lake) — водосховище в Китаї і КНДР, на річці Ялуцзян.
Площа 230 км², об'єм 12 км³, довжина 120 км.
Створене в 1940 році (1937—1943) в цілях енергетики (ГЕС Супун).

## Історія
Гребля Супун побудована в період 1937—1943 рр. японськими силами під час японської окупації Маньчжурії (див. Японсько-китайська війна (1937—1945)). За часів побудови, дамба була на території Китаю, а електростанція — на території Північної Кореї. ГЕС мала потужності живити електроенергією всю Корею та Маньчжурію.
19 грудня 1972 року Північна Корея та Китай підписали протокол про спільну охорону / розповсюдження та використання рибних ресурсів (8 статей) щодо управління озером Супунг. Також в 1959 р. був підписаний ще один протокол, що стосується використання рибного промислу в озері, але лише регіональні представники підписали цей протокол.

## Шале Changsung
Шале Чангсунг в корейському стилі на березі озера є власністю династії Кім Ір Сен / Кім Чен Ір. Тут, нібито, є тунель, що безпосередньо з'єднує шале та внутрішній Китай.

## У літературі
Південнокорейський письменник Ко Ун написав вірш про людину, яка десятиліттями відкочувала греблю Супунг, щоб "реанімувати стару річку Ялу".  Дамба зрештою ламається, і вода стікає з озера, відкриваючи давні гробниці періодів Когурьо і Палхей.